# André da Droga Vale
André Roberto Rogério Vale Dos Santos (Rio Branco),  é um político brasileiro, filiado ao PODE. Nas eleições de 2022, foi eleito deputado estadual pelo AC.